# 石立岳大
石立 岳大（いしだて たけひろ、1979年12月9日 - ）は、千葉県浦安市生まれの競技麻雀のプロ雀士。
日本プロ麻雀連盟所属。団体内の段位は五段。

## 経歴
日本大学生産工学部に入ってから麻雀に接し、王位戦予選の参加を経てプロの世界に興味を持ち、2007年に日本プロ麻雀連盟に入会。
しかしプロ入り後はなかなか芽が出ず、D1リーグとD2リーグを行き来する成績で2015年頃にはプロ連盟を辞めることも考えていたが、その才能を惜しんだ西川淳が引き留め、そこから西川らと研鑽を積み、2018年にB2リーグに初昇級。2021年・2022年にはJPML WRCリーグの連覇を果たす。
2023年6月より開催されるMトーナメント2023に連盟からの推薦選手として出場。1stステージでは仲林圭・村上淳・二階堂瑠美のMリーガー3名との対局でオーラス開始時点2着から逆転し、トップで2ndステージ進出。団体推薦選手のみの戦いとなった2ndステージもトップで勝ち抜け、ファイナルステージでは日向藍子・松ヶ瀬隆弥のMリーガー2名を下して浅井裕介に次ぐ2位でセミファイナル進出。セミファイナルでは多井隆晴・松本吉弘を下して坂本大志と共に決勝進出。決勝では3着に終わるものの、Mリーガーを次々と倒しての勝ち上がりに、大会前はほぼ無名の状態から一躍名を挙げた。

## 雀風・人物
- 雀風は鳴きを多用する万能タイプで、WRCリーグの放送対局中に名付けられた「マシンガン副露」という通り名を持つ[2]。鳴きを積極的に駆使するようになったのは、C3リーグに昇格してから鳴きを多用すると失点が減った気がしたことから[5]。
- 自らも認める人見知りで内向的な性格。人前に出るのが苦手だという。Mトーナメントでの活躍で自身の人気が上がったことについても「麻雀をやって楽しんでいるだけ」と述べ、ファンを増やそうとは思っていないとのこと[4]。
- ファンや後輩からは「あいだてさん」の愛称で呼ばれ、自身もそのように呼ぶことが多いが、これは西川淳との間で、互いを「イニシャル+名字」の読みで呼び合ったこと[2]（石立→I立→あいだて）に由来する。

## 獲得タイトル
- 第11期JPML WRCリーグ優勝[11]
- 第12期JPML WRCリーグ優勝[12]